# 政見放送

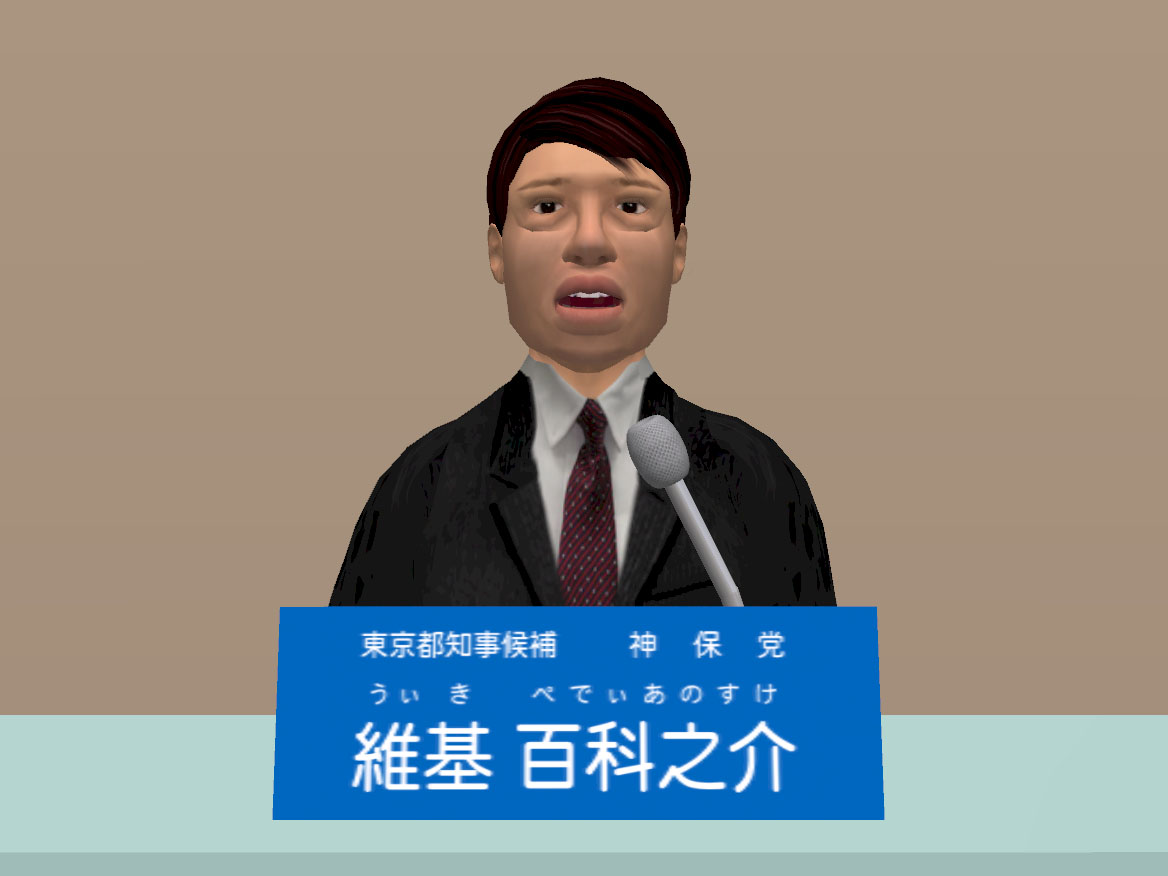
政見放送のイメージ

政見放送（せいけんほうそう）とは、日本の選挙において、公職選挙法に基づき立候補者個人および政党・政治団体がテレビ・ラジオにおいて政見を発表する放送番組である。日本の地上デジタルテレビ放送の電子番組ガイドでは「ニュース・報道」に分類されている。
放送局はその内容について責任を直接問われない。

## 概説
政見放送は、日本の公職選挙法（以下、「法」と略す）に基づき日本の国会議員および都道府県知事を選ぶ選挙において、政令で定めるところにより、選挙運動の期間中に日本放送協会（NHK）および基幹放送事業者（法では放送法に定義するものからNHK及び放送大学学園を除くものと規定している。具体的には民間放送事業者のこと）のラジオ・テレビの放送設備により、公益のため、その政見を無料で放送することができることとなっている（法第150条第1項前段・第3項前段）。慣例として各地域ごとの地上基幹放送が用いられており、衛星基幹放送や、全国放送で行われた例はない。
NHKおよび基幹放送事業者は、その政見をそのまま放送しなければならない（法第150条第1項後段・第3項後段）。
また、選挙運動に放送設備を使用することは政見放送や経歴放送など法で認められた場合に限られる（法第151条第5項）。
なお、無投票当選となり投票が行われない場合には政見放送は実施されない（法第151条の2第1項・第2項）。

## 開始の経緯
戦後初の総選挙となった1946年（昭和21年）4月の第22回衆議院議員総選挙に際して、日本放送協会（NHK）のラジオ第1放送において初めて実施された。
当時逓信院電波局長であった宮本吉夫の構想のもと、連合国軍最高司令官総司令部(GHQ)幕僚部民間情報教育局（CIE）との折衝により、全国放送による「政党放送」とローカル放送による「立候補者政見放送」の2種の放送が決定した。このうち「立候補者政見放送」は同年3月14日から4月8日まで行われ、夕方の30分間、各回3人もしくはそれ以上の候補者の政見を放送した。「政党放送」は12以上の都道府県に候補者を立てた政党だけに認められ、当時の5大政党に加え、諸派のうち3派が参加した。当時は収録技術が未発達であり、これらの放送はすべて生放送だった。また、演説原稿はCCDの厳重な検閲を受けた。検閲で原稿が不許可となったために放送を行うことを断念した候補もいたとされる。
1947年（昭和22年）には新憲法（日本国憲法）の施行を前に第1回統一地方選挙（4月5日）、第1回参議院議員通常選挙（4月20日）、第23回衆議院議員総選挙（4月25日）が実施された。この時は衆参両院の選挙、統一地方選挙では46都道府県の知事と人口10万人以上の42市の市長選挙で政見放送が行われた。また県議会議員選挙と人口10万以上の市議会議員選挙でも候補者数と放送時間の関係で放送可能な局では一部地域で実施された。この結果、同年3月21日から4月29日までの長期間、ピーク時は1日8時間もの政見放送が行われた。
上記までは法的裏付けがなかったが、1948年（昭和23年）7月、選挙運動臨時特例法に基づく放送がNHKラジオに義務づけられ、翌年・1949年（昭和24年）1月の第24回衆議院議員総選挙から適用された。このとき、政見放送に加え候補者紹介放送（のちの経歴放送）も開始された。1950年（昭和25年）には、公職選挙に関する統合新法「公職選挙法」が成立・施行され、従来の法令にひきつづき政見放送の規定が法に含まれた。
1953年（昭和28年）にテレビの本放送が開始して以降も、政見放送は長くラジオのみに限られていた。初期のテレビ放送には、選挙放送の公正確保の課題として、番組編成に関する技術上の問題や、放送区域と選挙区の区域の差異の問題などがあった。テレビが全国に普及し終わりつつあった1968年（昭和43年）、国会で議論が盛んとなり、翌年・1969年（昭和44年）9月に、改正公選法が施行され、テレビでの政見放送が解禁された。改正後初のテレビ政見放送は同年9月の徳島県知事選挙であった。当初の規定は候補者1人につき経歴30秒・政見4分30秒、広域放送の場合は1回のみ、県域放送の場合は1チャンネルあたり2回ずつと定められていた。
なお、米軍施政権下にあった沖縄では本土に先立ち、琉球放送が1960年10月23日に、第5回立法院議員総選挙に際して、4党首（自由民主、社会大衆、人民、社会）の政見放送をラジオ・テレビで同時放送した。

## 規定（方式・回数・時間）

### 放送スケジュール
政見放送のスケジュールは法に基づき、中央選挙管理会・都道府県選挙管理委員会と放送局との間で協議して事前に決定され、必ず指定された日時で放送することになっている。選挙公示・告示の翌々日から投票日の前日までの期間で順次放送される。
衆議院議員総選挙の比例代表選挙に関しては原則NHKで該当ブロックに相当する放送局（衆院北関東ブロックおよび東京ブロックのみ民放）ごとに放送され、参議院議員通常選挙の比例代表選挙に関してはNHKのみで全国同一内容で放送される。また衆院小選挙区選挙・参院選挙区選挙・知事選挙については該当する都道府県に相当する放送局ごとに放送される。
地域ごとの細かい放送特例や放送中断の際の規定等については順次詳述していく。

### 政見放送を行えない候補者
1996年（平成8年）に衆院選の一部が小選挙区制に移行して以降、無所属および政党要件を満たしていない政治団体の小選挙区候補は、法律上政見放送に出ることができなくなった。衆院選小選挙区の政見放送に無所属や政治団体の候補者が出られないことは一般有権者にあまり知られておらず、政見放送を怠ったと見られてしまう懸念があるなど、政見放送の自作が認められた政党候補とは、極めて大きな格差が生まれている。なお、1999年（平成11年）11月10日、最高裁判所大法廷判決は「政党届出の候補のみに政見放送を認める規定は、法の下の平等に反せず、日本国憲法違反でない」と判示している。
その一方で、参院選の選挙区選挙および、都道府県知事選挙では、全ての候補者が政見放送を行うことができる。また政見放送とは別に行われる「経歴放送」（立候補者のプロフィル）についても、衆議院候補者を含め全候補者が届け出て放送を行うことができるが、特に政党要件を満たさない政治団体などの候補者は、政見放送を申し込まなかったという理由で政見放送で経歴のみを生放送する場合もある。
捜査機関に身柄拘束を受けた候補者が獄中立候補を行った場合は、政見放送の出演が不可能な場合もある。

### 様式
政党が自由に制作した音声・映像素材を提出する場合と、様式が定められたスタジオで各候補者個人または複数人が演説を行う場合の2通りがある。衆議院比例代表、参議院比例代表、知事選挙の政見放送は、スタジオ収録に限られる。衆議院小選挙区および参議院（第25回参議院議員通常選挙から。選挙区は政党公認・推薦候補に限る）の政党候補は、候補者側が制作する方式か、従来の局録画方式かを選択できる。多くは、政党単位でのプロモーションビデオのような内容となっている。
スタジオ方式の場合、多くはテレビスタジオで録画・録音された素材の音声部分が、そのままラジオでの放送内容となる。また、名札の文字の大きさやカメラ・マイクの位置などはNHK・民放の内部規定により厳密に決められている。後述の通り、制限時間も決められており、時間をオーバーした部分については放送されず、ミスによる撮り直しも1回のみ認められている。
聴覚障害者のために、衆議院比例代表および参議院比例代表では手話通訳が、衆議院の選挙区選挙については手話通訳と字幕スーパーインポーズが、それぞれ挿入できるようになっている。 日本共産党元衆議院議員の中林佳子は政見放送では自ら手話通訳をしていた。公明党は第17回参議院議員通常選挙（比例代表）で初めて手話通訳が導入されて以来放送の最後に、唯一手話通訳者に挨拶して終了している（同党は次の第18回参議院議員通常選挙から参戦し手話通訳者に挨拶するようになったのはこの時である）。
発話障害を持った候補者（唖者）が政見放送を行う場合、ラジオによる政見放送で内容が伝わらなくなってしまうことを防ぐため、候補者があらかじめ提出した原稿をアナウンサーなどが代読した収録素材を放送することが認められている。この措置は、第14回参議院議員通常選挙（1986年）の際、十分にしゃべることのできない候補者の補助のために手話通訳者が声を出すこと（読み取り通訳）などが想定されていなかったことで起きたいわゆる「無言の政見放送事件」を教訓として作られた。
なお、政見放送を行う権利があっても、本人が希望しない場合は政見放送を行わないことができる。
放送の前後には、以下のようなアナウンスが流れる。
- 「この放送は公職選挙法に基づいて、」に続き、
  - （衆議院比例代表・参議院比例代表の場合）「（衆議院の場合：地域ブロック名の）候補者届出政党の政見をそのままお伝えします（しました）。」
  - （衆議院小選挙区の場合）「候補者届出政党の政見をそのままお伝えします（しました）。これからお伝えする（ただいまの）放送は決められた方式の中から候補者届出政党の責任で選んだものです。」
  - （参議院選挙区の場合）「候補者が自ら制作して提出した政見または候補者が放送局において収録した政見をそのままお伝えするものです（候補者の政見をそのままお伝えしました）。これからお伝えする（ただいまの）放送は決められた方式の中から候補者届出政党の責任で選んだものです。」
- （都道府県知事の場合）「候補者の経歴と政見をそのままお伝えするものです（お伝えしました）。なお、手話通訳の有無は候補者の判断によるものです。」

このアナウンスと、後述の経歴放送のアナウンスについては放送する局のアナウンサーや人工知能による自動音声が担当する（NHK東京の場合はアナウンス室、関連団体の出向職員、嘱託職員を問わず担当）。

#### 経歴放送
政見放送の対象となる選挙においては、政見放送とは別に、学歴や職歴といったプロフィールのみを簡単に紹介する経歴放送（けいれきほうそう）を行う時間が設けられる。
経歴放送は1人あたり30秒。
衆議院小選挙区の場合、選挙区ごとに、候補者全員の経歴を順番にアナウンスする。
参議院選挙区・都道府県知事選挙では政見放送の時間内で経歴が扱われる。1人ずつ経歴、政見の順番で放送し、最後に政見放送を希望しなかった候補者の経歴を放送する。
放送回数は衆議院小選挙区でNHKテレビ1回、NHKラジオ10回。参議院選挙区・都道府県知事選挙でNHKテレビ1回、NHKラジオ3回。

#### 費用
政見放送の費用は選挙の実施主体が負担し、知事選の場合は各都道府県の選挙管理委員会、衆議院議員総選挙の場合は中央選管となる。衆院選の場合、NHKのスタジオにて収録した場合は119万円が同協会に、政党が素材を放送局に持ち込んで放送した場合は制作業者に最大で287万円、NHKにも49万円がそれぞれ支払われる。

### 衆議院小選挙区
- 1回あたり9分
- 各都道府県ごとの候補者届出政党の候補者の数に応じて回数を決定
- 自主作成の提出か放送局のスタジオにおける局録画かは各政党が選択（前者が一般的）
- 自主作成の内容は放送ごと（テレビとラジオ）に異なるものを提出することもできる。
- 民放のテレビ・ラジオの別、及び放送する会社は、各都道府県選挙管理委員会が事業者と協議して決定

放送回数
| 届出 候補者数 | 放送回数  | 放送回数  | 放送回数   | 放送回数   |
| 届出 候補者数 | NHKテレビ | NHKラジオ | 民放テレビ | 民放ラジオ |
| ------------- | --------- | --------- | ---------- | ---------- |
| 1人〜2人      | 1回       | 1回       | 1回        | 1回        |
| 3人〜5人      | 2回       | 1回       | 2回        | 1回        |
| 6人〜8人      | 4回       | 2回       | 4回        | 2回        |
| 9人〜11人     | 6回       | 3回       | 6回        | 3回        |
| 12人〜        | 8回       | 4回       | 8回        | 4回        |

### 衆議院比例代表
- 1回あたり9分
- 各ブロックごとの衆議院名簿届出政党等の名簿登載者の数に応じて回数決定
- 原則としてNHKのみで放送
- 各政党等は、局録画によって、単独方式（1人が話す方式）、対話方式（2人で対話する方式）、複数方式（名簿登載者と司会により進行）の中から1つ選ぶか組み合わせて実施

地域特例
関東地方は、北関東ブロックに定義通りの3県と埼玉県が、単独ブロックとして東京都が、南関東ブロックに千葉県と神奈川県が、それぞれ属しているため、多数回放送しなければならない。こうした事情からテレビ完全デジタル化後も、北関東と東京の両ブロックについては、一部を民放の放送に回している。民放のテレビ・ラジオの別及び放送する会社については、中央選挙管理会が事業者と協議して決定する。
放送回数
（回数）は北関東・東京の場合
| 名簿登載 候補者数 | 放送回数    | 放送回数  | 放送回数  |
| 名簿登載 候補者数 | NHKテレビ   | NHKラジオ | 民放      |
| ----------------- | ----------- | --------- | --------- |
| 1人〜9人          | 2回 （1回） | 1回       | - （1回） |
| 10人〜18人        | 4回 （2回） | 2回       | - （2回） |
| 19人〜27人        | 6回 （3回） | 3回       | - （3回） |
| 28人〜            | 8回 （4回） | 4回       | - （4回） |

### 参議院選挙区・知事
- 候補者1人あたり経歴30秒、政見5分30秒（政見放送を希望しない候補者は経歴のみ放送）
- 放送回数は全都道府県同一でNHKテレビ2回、NHKラジオ2回、民放テレビ3回、民放ラジオ1回[注 9]
- 民放のテレビ・ラジオの別、及び放送会社は各都道府県選挙管理委員会が事業者と協議して決定
- 参議院選挙区政党公認・推薦候補については自主制作または局録画方式を選択可。その他の候補は局録画形式のみ[15]。
- 知事は局録画形式のみ

### 参議院比例区
- 1回あたり17分
- NHKのみで全国放送
- 各参議院名簿届出政党等の名簿登載者の数に応じて実施
- 各政党等は、局録画によって、単独方式（1人が話す方式）、対話方式（2人で対話する方式）、複数方式（名簿登載者と司会により進行）の中から1つ選ぶか組み合わせて実施
  - 複数種類の政見制作も可
  - 各政党等の判断で手話通訳者によって手話通訳させることが可能
  - 字幕放送を付与できる（名簿届出政党等がNHKへ原稿を提出する）。
  - テレビでは朝と夜の回でそれぞれ1セット、ラジオで1セット

放送回数
| 名簿登載 候補者数 | 放送回数 | 放送回数 |
| 名簿登載 候補者数 | テレビ   | ラジオ   |
| ----------------- | -------- | -------- |
| 1人〜8人          | 2回      | 1回      |
| 9人〜16人         | 4回      | 2回      |
| 17人〜24人        | 6回      | 3回      |
| 25人〜            | 8回      | 4回      |

### 補欠選挙
- 該当する選挙と同じ方法で行う。
- 衆議院小選挙区の場合、総選挙と同じく政党に対して放送が与えられるため、与えられた9分間をすべて1人の候補者に使用することができる一方、野党統一候補や追加公認を前提とした無所属候補には放送時間が与えられない。

### 衆議院中選挙区
- 候補者1人あたり経歴30秒、政見5分30秒（政見放送を希望しない候補者は経歴のみ放送）
- 第40回衆議院議員総選挙まで。
- 全ての候補者が政見放送に出ることができた。

### 各選挙の政見放送方式・手話通訳・字幕
|          | 衆議院 小選挙区                                                               | 衆議院 比例代表                                               | 参議院 選挙区 | 都道府県知事                                                                                                   | 参議院 比例区                                                     | 衆議院 中選挙区                |
| -------- | ----------------------------------------------------------------------------- | ------------------------------------------------------------- | --- | --- | ----------------------------------------------------------------- | ------------------------------ |
| 方式     | 第41回衆議院議員総選挙から 自主作成の提出または放送局のスタジオにおける局録画 | 放送局のスタジオにおける局録画                                | 第24回参議院議員通常選挙まで 放送局のスタジオにおける局録画 第25回参議院議員通常選挙から 政党公認・推薦候補は自主作成の提出または放送局のスタジオにおける局録画。その他の候補は局録画形式のみ | 放送局のスタジオにおける局録画                                                                                 | 放送局のスタジオにおける局録画                                    | 放送局のスタジオにおける局録画 |
| 手話通訳 | 第41回衆議院議員総選挙から 自主作成に挿入可                                   | 第44回衆議院議員総選挙まで 不可 第45回衆議院議員総選挙から 可 | 第24回参議院議員通常選挙まで 不可 第25回参議院議員通常選挙から 可 | 2011年（平成23年）3月31日までに投票が行われる選挙 不可 2011年（平成23年）4月1日以降に投票が行われる選挙から 可 | 第16回参議院議員通常選挙まで 不可 第17回参議院議員通常選挙から 可 | 不可                           |
| 字幕     | 第41回衆議院議員総選挙から 自主作成に挿入可                                   | 不可                                                          | 第24回参議院議員通常選挙まで 不可 第25回参議院議員通常選挙から 自主作成に挿入可 | 不可 | 第22回参議院議員通常選挙まで 不可 第23回参議院議員通常選挙から 可 | 不可                           |

## 放送に関する備考
※インターネットサイマル配信の事例については後述。
選挙機会公平の観点からスケジュールが厳格に規定されている関係上、振替放送は原則できない。NHKの場合、総合テレビとラジオ第1で政見放送中に突発的な事件や地震などがあった場合のニュースの放送はEテレやFMで振り替えられる。ただし緊急地震速報・全国瞬時警報システム（J-ALERT）は、政見放送の途中であっても割り込んで放送する。この場合は後日、緊急地震速報・J-ALERTと被った候補者・政党のみ放送をやり直す（結果的に所定の回数より多く放送されることになる）。災害等に関する規定は後述。
最近は地上波民放テレビ局、特に関東・関西の広域局では、編成の都合上、早朝や深夜の放送終了前しか放送できなくなってきているのが現状である。民放の政見放送は製作費・スポンサー料金（公表価格）が公費（国会議員選挙は国・知事選挙は都道府県）から払われるが、スポンサー料金の公表料金と実勢料金が一番かけ離れている早朝・深夜の放送が多い。県域局（系列局）では平日、日中の放送も多い。一方、独立局（テレビ）では公表料金と実勢料金がいつもかけはなれているので、公表価格が一番高いプライムタイムで放送される（一部を除く）。NHKの場合も以前はゴールデンタイムの19 - 20時台、および21時台後半 - 22時台にも行われたが、定時放送の視聴者確保の観点から、現在はゴールデン枠に政見放送は行っていない。
土曜日の政見放送は、放送時間確保が平日だけでは不可能である場合（関東広域圏など）に行われることがある。日曜日には政見放送が行われないことが多いが、2024年10月27日投開票の第50回衆議院議員総選挙において、同年10月20日12:00 - 12:30から福島放送にて小選挙区の政見放送を行う予定である。この他、前述の緊急報道による中断に備えて、事前に予備日を割り当てている放送局もある。
NHKの場合、国際放送・NHKワールド JAPAN（NHKワールドTV・NHKワールド・ラジオ日本など）および、インターネットサイマル配信（後述）での配信は原則行われない。海外サイマル放送の「NHKワールド・プレミアム」では、同時放送地域の場合は裏送り送出による通常編成の放送、時差放送地域の場合はそのときの編成状況により対応が異なる。
アナログ放送が行われていた時代、関東（山梨県除く）、東海（静岡県を除く）、近畿の広域放送圏で国会議員選挙はその地域の総合テレビジョン、都道府県知事選挙の場合は当該地区の基幹放送局（東京・放送センター、名古屋、大阪の各局）と当該都府県のNHK各局、および独立UHF放送局で放送されていた。選挙と放送の両方とも総務省管轄ということもあり、デジタル化完了によりテレビでは放送区域が厳格化され、原則として放送局が存在する都道府県の政見放送しかできなくなった。放送局と放送時間については、放送局のある都道府県の選挙管理委員会と放送局との間で協議し、各放送局で政見放送の放送時間が重ならないことを第一条件に、放送局の判断で放送時間が決定される。
テレビの政見放送では、右上に普段表示される「チャンネルロゴ表示」が表示されない。基本的には民放のCMと同じ扱いとなる。
テレビの政見放送では、地上デジタル放送の放送開始以降も完全デジタル化まではアナログ放送・地上デジタル放送ともに同じ放送条件とする為に、4:3の画面サイズ（2010年（平成22年）頃からはハイビジョンカメラでの撮影が多くなっている）での放送となっている放送局が多かった。例えば、NHKの場合アスペクト比4:3・走査線方式1125iで放送され、地上デジタル放送では左右に灰色のサイドパネルが入り、右上に表示しているロゴマークの透かしも自粛している。また、アナログ放送では2008年7月24日から実施していた地上デジタル放送切り替え推進の為の地上波アナログ放送終了告知マーク表示を自粛していた。ケーブルテレビでデジアナ変換を実施している際に表示されるマークも選挙期間中は自粛されることが多い。なお民放では、アスペクト比16:9・走査線方式1125iの完全ハイビジョン放送を実施している場合もある。2010年（平成22年）の参議院通常選挙におけるNHKの政見放送では、デジタル放送ではアスペクト比16:9・走査線方式1125iのハイビジョン画質で放送され、アナログ放送では16:9レターボックス放送となっていた。完全デジタル化後はNHK・民放を問わず、アスペクト比16:9・走査線方式1125iのハイビジョン画質による放送となっている。
NHKで放送される政見放送はNHKのスタジオで制作・放送されるが、NHKに著作権がないため、NHKアーカイブスに登録されない。
比例代表選挙の政見放送は、衆院の比例北関東ブロックおよび東京ブロックを除いて、NHKのみでしか行われない。一方、選挙期間中、民放では主要な政党・政治団体がスポットCM枠などのコマーシャルメッセージ（CM）枠を政治活動として購入し、頻繁に放送することが多い。
2022年まで、ラジオの政見放送は中波放送（AM放送）局に限られ、超短波放送（FM放送）局での放送は出来なかった。しかし、一部地域を除く全国の民放AMラジオ各局が2028年秋までにFMラジオ局に転換することを2021年6月に表明したことを受けて、2022年4月に公職選挙法の一部が改正され、FMラジオ局での政見放送も出来るようになった。2023年6月4日投開票の青森県知事選挙において同年5月27日18:30 - 19:00からエフエム青森でFMラジオ局では初めて政見放送を行った。

### NHKでの政見放送
総合テレビでは、政見放送の時間確保（特に関東広域圏）の観点から、レギュラー番組を放送している時間帯を政見放送の時間枠とすることが多い。このうち、生放送である『NHK NEWS おはよう日本』と『午後LIVE ニュースーン』では政見放送を放送する地域を考慮した飛び降り・飛び乗りポイントがあらかじめ設定されている。
以下は、衆議院議員総選挙及び参議院議員通常選挙における政見放送の時間枠である。参議院議員通常選挙の比例代表の政見放送が全国放送される以外は、下記の全ての時間帯に政見放送を実施するわけではないので注意が必要である。
18時台の政見放送は、関東広域圏・関西広域圏・中京広域圏を除く各局にて行われる。このため、政見放送の開始時間・終了時間は各局によって若干異なる。
第50回衆議院議員総選挙における政見放送（2024年10月17日 - 19日、21日 - 25日に実施）
（※）は土曜日（10月19日）にも政見放送を実施する時間帯
| - 6:25 - 6:55（※） - 7:25 - 7:55 - 8:15 - 8:55（※） - 9:05 - 9:45（※） - 10:05 - 10:45 - 11:05 - 11:54 | - 13:05 - 13:41 - 14:05 - 14:35 - 15:10 - 15:50 - 16:15 - 16:55（※） - 17:05 - 17:54（※） - 23:00 - 23:40 |

第49回衆議院議員総選挙における政見放送（2021年10月22日・23日、25日 - 28日に実施）
（※）は土曜日（10月23日）にも政見放送を実施する時間帯
| - 6:25 - 6:53 - 7:25 - 7:45 - 8:15 - 8:55 - 9:05 - 9:35（※） - 10:05 - 10:45 - 11:05 - 11:45 | - 13:05 - 13:35 - 14:05 - 14:50 - 15:20 - 15:50（※） - 16:05 - 16:45 - 17:05 - 17:45 - 22:30 - 23:10 |

第27回参議院議員通常選挙における政見放送（2025年7月7日 - 7月12日、14日 - 18日に実施）
太字は比例代表における政見放送、（※）は土曜日（7月12日）にも政見放送を実施する時間帯
| - 5:20 - 5:53 - 6:04 - 6:30 - 7:30 - 7:56 - 9:05 - 10:00（※） - 13:05 - 13:31 | - 14:05 - 14:31 - 15:10 - 15:36 - 18:25 - 18:56 - 23:00 - 23:55（※） |

第26回参議院議員通常選挙における政見放送（2022年6月27日 - 7月2日、4日 - 8日に実施）
太字は比例代表における政見放送、（※）は土曜日（7月2日）にも政見放送を実施する時間帯
| - 5:20 - 5:53 - 6:25 - 6:57 - 7:30 - 7:56 - 9:05 - 9:55（※） - 14:05 - 14:38 | - 15:10 - 15:43 - 16:05 - 16:31 - 18:25 - 18:56 - 23:00 - 23:55（※） |

政見放送を放送しない地域では、次に記載された通りの放送を行う（政見放送が早く終わった場合も同様）。
- 『NHK NEWS おはよう日本』・『キャッチ!世界のトップニュース』・『列島ニュース』・『午後LIVE ニュースーン』 - 通常通りに放送[注 12]
- 『あさイチ』 - 参院選期間中は9時までの短縮バージョンで通常放送。衆院選期間中は特別編などのアンコール放送を9時まで放送する。
- 上記以外の番組 - 当該時間帯で本来放送されるレギュラー番組の特別編・傑作選など（穴埋め番組を含む）を放送する。

### NHKにおける地域特例
NHKと民放はそれぞれの放送局が放送対象地域の政見放送を流すことになっているが、一部のNHKについて地域外の政見放送を流すことがある（出入中継と呼ばれる）。これは、過去に複数の都府県にまたがる広域放送を行っていた時代の名残や、地理的な事情から本来管轄外となる放送局が日常的に受信されていることから行われる措置である。
この特例は、ラジオ中継局の整備やテレビ放送のデジタル化など電波環境の変化で徐々に解消されているものの、一部は現在でも特例が引き継がれている。

#### 2017年（平成29年）時点における地域特例
- 関東広域圏に所在する各局
  - 衆院小選挙区、参院選挙区、知事…関東7都県すべての政見を放送
  - 衆院比例…北関東・東京・南関東の3ブロックすべての政見を放送
- 中京広域圏に所在する各局
  - 衆院小選挙区、参院選挙区、知事…東海3県すべての政見を放送
- 近畿広域圏に所在する各局
  - 衆院小選挙区、参院選挙区、知事…近畿6府県すべての政見を放送
- 福岡局
  - 衆院小選挙区、参院選挙区、知事…福岡県・長崎県（ラジオのみ）・大分県（ラジオのみ）の政見を放送

長崎県は壱岐市や対馬市が、大分県は日田市など西部の山間部が、それぞれの県域AM放送（長崎局・大分局）の受信困難地域で、本来管轄外となる福岡局がカバーしているため。

#### 2010年（平成22年）時点までの地域特例
- 北九州局（2014年（平成26年）時点で解消[注 13]）
  - 衆院小選挙区、参院選挙区、知事…福岡県・山口県（テレビのみ）の政見を放送

テレビ放送において下関市の多くの世帯で北九州局が受信されていたためであるが、デジタル放送完全移行に伴い解消。この件に関して山口局が下関市のデジタル化に際し期間限定の特設サイトで注意喚起を行っていた。

なお、これらの特例を解消するため、放送対象地域を厳密に守るようにすることは技術的には可能である一方、管轄外放送局を受信する習慣が深く根付いている地域も多く、すべての特例が前述の北九州局のように解消するかどうかは不透明である。

### 中断の場合の規定
政見放送は、法により映像内への候補者の名札表示以外のテロップ・L字型画面挿入や中断しての臨時ニュースなどが放送できない。NHKの場合、他の放送波（Eテレ・BS）で臨時ニュースを伝えるなどの代替策が講じられる。
ただし、大規模災害時や災害が予想される、または発生した場合は、この限りではなくなる。NHKの“八波全中”（国内放送全8系統同一放送）による編成条件として、「震度6弱以上の観測」「東海地震の警戒宣言が発令されたとき」「気象業務法第15条第1項に規定される警報（津波警報など）が気象庁から発表された場合」「災害対策基本法第57条に基づく都道府県知事や市町村長からの要請」など、J-ALERT相当の緊急を要する場合、政見放送と臨時ニュースが重なることがある。また八波全中とならない場合でも、災害報道というNHKの責務を果たすために地震情報など必要最低限のテロップが送出される場合もある。また2007年（平成19年）10月からテレビ・ラジオでの運用が始まっている緊急地震速報も、放送局の人間の手を介さずそのまま放送されてしまうため、政見放送の途中であっても速報が流れてしまう。
なお法では、「天災その他避けることのできない事故その他特別の事情により、政見放送又は経歴放送が不能となった場合においては、これに代わるべき政見放送又は経歴放送は行わない」（法第151条の2第3項）としているが、選挙管理委員会の判断により再放送されるケースもある（後述）。
- 1972年（昭和47年）12月4日 - 八丈島東方沖地震の津波警報が発令されたため、総合テレビでは第33回衆議院議員総選挙の政見放送[31]を19時43分に5分間中断してニュースを放送し[32]、その後48分から政見放送を再開した[33]。
- 1993年（平成5年）7月12日 - 北海道南西沖地震が起きた22時17分頃、一部地域の総合テレビでは21時30分から第40回衆院選の政見放送が行われていた（この当時はプライムタイムに政見放送を行った例が多々あった）[34]。その最中の22時24分に緊急警報放送の信号が発生。一旦全波共通で地震速報を入れた[35]。
- 2000年（平成12年）6月16日 - 香淳皇后（当時の皇太后）崩御のニュースが伝わった時間（17時14分）、一部地域の総合テレビでは第42回衆院選の選挙区政見放送が行われていたため[36]ニュースが放送できず、政見放送が行われる地域では教育テレビに振り替えてニュースを放送した[37]。
- 2005年（平成17年）9月6日 - 「台風14号災害」この前日5日から総合テレビでは台風関係のニュースを伝えており、この日も4時30分からのおはよう日本から集中的に報道していた。しかし一部地域では6時25分 - 6時50分、7時30分 - 8時、8時30分 - 9時45分のそれぞれの時間帯で第44回衆院選の選挙区政見放送があり、政見放送が行われる地域では教育テレビに振り替えて台風情報を伝えた。
- 2007年（平成19年）7月16日 「新潟県中越沖地震」が起きた日の夜、一部地域の総合テレビでは第21回参院選の比例区政見放送が行われていた時間帯に京都府沖を震源とする地震が発生したが、テロップ等は一切入らず、政見放送終了後に特別番組を編成して情報を伝えた。翌日以降の余震発生時はL型画面にしてテロップを入れた。
- 2009年（平成21年）8月25日 - 6時37分に発表された千葉県東方沖を震源とする緊急地震速報（実際にはシステムの不具合に起因する誤報）が、静岡・甲府両局[注 17]以外の全国のNHK総合テレビで各地域毎に放映中だった第45回衆院選の政見放送に重なったため、各選挙管理委員会は「音声が聞こえにくいなどの影響があった」として、影響を受けた1政党の政見放送を、同28日中に再放送した[38]。
- 2012年（平成24年）
  - 12月7日 - 17時18分頃、三陸沖を震源とするM7.3地震が発生、緊急地震速報のチャイムやテロップが関東地方および山梨県の総合テレビで放送されていた第46回衆院選の比例区（南関東）政見放送[注 18]の最中に流れた。速報発表後から約1分後地震関連のニュースへ切り替わり、政見放送は途中で打ち切られた。その後津波警報も発表され7波全中による緊急警報放送や災害報道へと続いたため、関東地方のラジオ第1で18時台に予定していた比例区（東京）政見放送も中止となった。影響を受けた分の政見放送は同14日に改めて放送された[39][注 19]。
  - 12月12日 - 北朝鮮によるミサイル発射実験に関し、NHKは各波[注 20]で9時56分から約1時間臨時ニュースを放送した（J-ALERT相当の緊急報道）[40]。その影響で10時台に関東地方と山梨県の総合テレビで予定していた第46回衆院選比例区（南関東）政見放送と、関東地方のラジオ第1で予定していた小選挙区（群馬県）政見放送がそれぞれ中止となった。これらはいずれも同14日までに改めて放送された。
- 2022年（令和4年）
  - 7月8日 - 安倍晋三銃撃事件が報道された11時42分以降、総合テレビとラジオ第1ではほぼ終日報道特別番組が組まれた。ラジオ第一では、13時5分から第26回参議院議員通常選挙の比例代表選出議員の政見放送が組まれていたため[41]、その時間はラジオ第1とサイマル放送をしていたNHK-FMに振り替えて報道を行った[42]。総合テレビでも23時に比例代表の政見放送が行われたが[43]、報道特番の振り替えはなかった。

### 放送事故等
- 2009年（平成21年）
  - 茨城県知事選挙に際し8月21日と8月28日に関東地方の総合テレビで放映された経歴・政見放送中、長塚智広候補の字幕を「ながつか智広」とすべきところ「ながつか智弘」と誤って表記したため、同28日22時50分からの衆院選比例（東京）の経歴・政見放送の末尾でチーフアナウンサー（当時）の内藤啓史が登場し、お詫びと訂正を行った。
  - 8月24日 - 第45回衆院選の小選挙区（東京都）政見放送を放送していた関東地方のラジオ第1が、19時58分より26秒間無音となった。放送終了後に気象警報を挿入する準備中に担当者が機器の操作を誤ったもので、東京都選挙管理委員会は当該放送事故に係る欠損の程度が軽微で、再放送の必要は無いとした[24]。
- 2013年（平成21年）7月16日 - 第23回参院選静岡県選挙区に於いて、NHK静岡放送局のラジオ第1で午後12時30分から放送した政見放送中、事前の抽選による順番に従い3番目に放送予定だった候補者のものが最初に流れたため、約1分半後に放送を取りやめた。機器のトラブルが原因とみており、18日の同時刻に改めて放送した[44]。

## 内容と傾向とハプニング

### 政見放送によるアピール、政見放送内での演出を巡る問題
候補者などにより録画・録音された内容は、原則一切編集せず、そのまま放送しなければならないとされ、なおかつ、候補者の発言やその他放送内容（奇妙な格好をしたり、他人を誹謗中傷したりすること等を含む）について、放送事業者は責任を問われない。また、政見放送の制作や放送を担当する放送局に不利な発言や行動があったとしても、同様の理由で放送局が編集などに介入することが原則できないため、そのまま放送される（ミニ政党・泡沫候補に限らず、言論の自由が保証されていることからすれば当然の帰結といえる）。
放送を通して自身をアピール出来る利点もあるため、落選および供託金を没収される覚悟の上で、多数の泡沫候補が選挙に出馬する一因にもなっている。泡沫候補と呼ばれる個性的な候補者の政見放送は、「政府はUFO情報を隠している」といった陰謀論を展開した「開星論」のUFO党、自らを唯一神と称した又吉イエス、商品の宣伝として利用した日本愛酢党など、ハプニング的な内容が非常に多く、選挙公報と合わせて愛好する好事家が多い。
2007年東京都知事選挙では、14名（うち1名は経歴のみ）もの東京都知事候補者が、5分程度自らの意見を述べた。そのため、テレビ朝日では、全員の候補者の政見放送が終了するまで、放送時間が80分にも及んだ。2016年東京都知事選挙では知事立候補者が21人にも及び、日本テレビでは、約1時間の放送を2回に分けて行った（計約2時間）。2024年東京都知事選挙では過去最多となる56人が出馬したため、NHKでは計5時間33分、TOKYO MXでは計5時間55分にわたって放送した。
2022年の第26回参議院議員通常選挙について読売新聞は社説「政見放送 品位欠く内容が目に余った」で第26回参院選を中心に最近の政見放送に対して苦言を呈した。
2024年東京都知事選挙では女性候補者が「セクシーでしょ」などと言いながら、シャツを脱いだり、男性候補者が手話通訳者に対して大声を浴びせるなど事例が発生し、物議を醸すことになった。同知事選挙では一部の政治団体が選挙ポスターの枠を外部に販売し、占有される事例も発生したことから、自由民主党幹事長代行の梶山弘志は「公職選挙法が想定していない問題が生じている。同法の見直しも含め、対応策を検討する必要がある」とコメントしている。
この事態の元凶は2007年東京都知事選挙立候補者の外山恒一の政見放送であると指摘される。外山は2024年の都知事選に対し、「私は民主主義を否定するファシストなので、彼らのような愚か者には参政権のない社会を作ろうと志していますが、民主主義を肯定するなら、彼らのような民主主義フリーライダーのゴミカスどもが湧いて出ることも〝民主主義のコスト〟として受忍しなければいけません」と述べている。

### 音声削除
法には、「政見放送における品位の保持」として「公職の候補者、候補者届出政党、衆議院名簿届出政党等および参議院名簿届出政党等は、その責任を自覚し、前条第1項又は第3項に規定する放送（政見放送）をするに当たっては、他人若しくは他の政党その他の政治団体の名誉を傷つけ若しくは善良な風俗を害し又は特定の商品の広告その他営業に関する宣伝をする（放送法83条でも禁止されている行為）等いやしくも政見放送としての品位を損なう言動をしてはならない」という規定が設けられている（法第150条の2）。これに抵触する発言があった場合、該当する政見放送の直前に、「公職選挙法第150条の2の規定をふまえて音声を一部削除しています」との断りが入り、削除した部分は音声だけ無音となる。また、政見放送において当選を得させない目的をもって公職の候補者等に関し虚偽の事項を公にした者は5年以下の懲役刑もしくは禁錮刑または100万円以下の罰金刑、政見放送において特定の商品の広告その他営業に関する宣伝をした者は100万円以下の罰金刑と、それぞれ刑事罰が規定されている（法第235条の3）。
政見放送で音声を一部削除した例として、1983年（昭和58年）の第13回参議院議員通常選挙における雑民党の政見放送（詳しくは「政見放送削除事件」を参照）、2016年（平成28年）の東京都知事選挙における後藤輝樹のNHKでの政見放送（性器を表す俗語を、継続・反復して述べ、善良な風俗を害したと判断された）、2020年（令和2年）の東京都知事選挙における後藤輝樹の民放（TOKYO MX）での政見放送の事例がある。
2019年の第25回参議院議員通常選挙では、大分県選挙区に出馬した牧原慶一郎（NHKから国民を守る党）が、逆に放送事故に見せかけるために敢えて一切喋らないという政見放送を行っている。
この他、2010年（平成22年）の参議院議員選挙において、たちあがれ日本が比例区で出馬していた足高慶宣候補を選挙期間中に除名、比例名簿から削除した。この時の同党の政見放送では、党幹部が比例候補の名前を読み上げ、候補者紹介を行っており、足高の名前も紹介されていた。政見放送の収録は1回のみであり、放送局側で内容を改変できないことから、足高の名前が削除された後も同党の候補として紹介され続けた。

## インターネットにおける対応

### サイマル配信サービスにおける自主規制
公職選挙法第150条の規定は、ラジオ・テレビによる放送を前提とした条文であり、インターネット同時配信に対応した法改正をしていない。150条の「公益のため」をそのまま考慮する場合、有料かつ自由競争のインフラである以上、世帯や個人ごとにサービス享受の有無がまちまちであるインターネット上での政見放送の提供は、候補者の情報を知る機会の公平性を乱すと解釈されることとなる。（ただし、政党・政治団体・候補者の公式サイトとYouTubeチャンネルでアップロードされることはある。）このため各放送事業者のサイマル配信サービスにおける対応は以下のようにさまざまになっている。
NHKは、インターネット同時配信において政見放送を配信できないものとしている。そのため政見放送の時間中、テレビの同時配信サービス「NHKプラス」では「ふたかぶせ映像」が配信される。ラジオの同時配信サービス「NHKネットラジオ らじる★らじる」および「radiko」のNHK各チャンネルでは、一部地域のみでの放送（県域FM放送など）の場合は当該チャンネルは音楽番組を中心に別番組に差し替え（当該地域以外の各局では裏送り扱いで通常番組が配信）となり、配信局の全域の放送の場合は独自のフィラー音楽および配信の中断を断るアナウンスに差し替えられる。
民放ラジオ各局の「radiko」各チャンネルのライブ配信では、各局の対応がまちまちである（そのままライブ配信する局と、フィラーを流す局と2通りがある）。有料サービスである「エリアフリー聴取」サービスや、「タイムフリー聴取」サービスでの配信は行われず、当該枠はradiko共通の「配信停止フィラー」や局独自のフィラーに差し替えられる。特に後者の場合、あらかじめ定められた放送順序や回数を乱すことにつながり、公選法に抵触するためである。

### 放送素材の共有是非
政見放送は著作権法第40条の定める「公開して行なわれた政治上の演説又は陳述」にあたり、「いずれの方法によるかを問わず、利用することができる」と解される。選挙期間中に政見放送がYouTube等の動画共有サイトにアップロードされることが問題になることがあるが、これは著作権法上ではなく公職選挙法上の問題である。例えば、特定の候補者の政見放送のみをアップロードすることにより公平性が担保できなくなる、などである。
第16回統一地方選挙の際、外山恒一の政見放送が動画サイトを通じて話題となり、投票期間中にAmebaVisionとYouTubeにアップロードされていた東京都知事選挙の政見放送の削除を両動画共有サイトに対して依頼されたことがあったが、これも特定候補者の動画ばかりアップロードされていることで公平性が失われることを理由としている。削除の依頼元が政見放送を流した放送局ではなく東京都選挙管理委員会であることをみても、著作権法上の理由ではなく、公職選挙法上による削除依頼であることを示している。

## その他

### 憲法改正案の広報のための放送
憲法改正手続法第106条に基づき、憲法改正の国民投票の際、国民投票広報協議会と賛成・反対の政党等（一人以上の衆議院議員または参議院議員が所属する政党その他の政治団体であって両議院の議長が協議して定めるところにより国民投票広報協議会に届け出たものをいう）が、憲法改正案の広報のための放送をテレビとラジオによりNHKまたは民放で放送することとなっている。
国民投票広報協議会が行う放送は、憲法改正案及びその要旨その他参考となるべき事項の広報を客観的かつ中立的に行うものとされ、政党等は、憲法改正案に対する賛成または反対の意見を無料で放送することができる。その際、憲法改正案に対する賛成の政党等及び反対の政党等の双方に対して同一の時間数及び同等の時間帯を与える等同等の利便を提供しなければならず、政党等は、当該放送の一部を、その指名する団体に行わせることができる。

### 政見動画
都道府県議会議員選挙や区市町村長選挙、区市町村議会議員選挙では政見放送は認められていないが、選挙への関心を高める目的で「政見動画」として、地元コミュニティラジオ局の協力により、YouTubeで配信した事例がある。